# Église Saint-Pierre-et-Saint-Paul d'Épineux-le-Seguin
Pour les articles homonymes, voir Église Saint-Pierre-et-Saint-Paul.
L'église Saint-Pierre-et-Saint-Paul est une église catholique située à Épineux-le-Seguin, dans le département français de la Mayenne.

## Localisation
L'église est située dans le bourg d'Épineux-le-Seguin, en bordure de la route départementale 7.

## Histoire
Jadis, la fête de la dédicace se célébrait à la saint Marc.
Deux curés successifs obtiennent respectivement des papes Jules II en 1506 et Léon X en 1515 des indulgences pour l'église. Les faveurs sont accordées à ceux qui contribueront à la décoration et à l'entretien de l'église, ainsi qu'à ceux qui fourniront les livres, le calice, les luminaires, les ornements et plus généralement tout ce qui permet l'exercice du culte.
Dans la nuit du 20 au 21 octobre 1627, des voleurs s'introduisent dans l'église et forcent les trois coffres où les prêtres renfermaient les ornements avant la construction de la sacristie.
Le 8 octobre 1780, l'évêque du Mans Monseigneur de Gonsans y confirme 330 personnes.
La paroisse est des plus réfractaires du département à la Révolution. Le 3 mai 1793 est donné l'ordre d'enlever les cloches dans les 24 heures parce qu'il n'y a pas de prêtre assermenté.
L'inventaire a lieu le 8 mars 1906.

## Architecture et extérieurs
L'église possède un clocher en bâtière.

## Intérieur
La nef romane est conservée depuis son origine, hormis une partie qui s'est effondrée en 1558. Elle est séparée du chœur gothique par une baie en arc brisé, creusée dans un mur d'un mètre d'épaisseur.
La tour est placée au midi, entre le chœur et la nef. Elle est éclairée par des baies romanes, les plus grandes à deux voussures. Elle sert de chapelle, dédiée à saint Louis en 1627.
Trois autels ornent l'église : un est dédié à la Vierge et un autre à saint Julien, tandis que le maître-autel, don du curé Guitton, est dédié à sainte Anne. Ils sont tous trois l'œuvre de l'architecte Lalande et datent de 1766.
Les statues ont été redorées en 1707 par Pierre Lorcet.
Le retable du maître-autel est orné d'une toile du XVIIIe siècle représentant l'Adoration des mages, d'après une œuvre de Rubens.
La chaire est réalisée par le menuisier Perret en 1785.